# Kesselbronn
Kesselbronn ist ein Weiler östlich von Jungingen auf dessen Gemarkung, dem nördlichsten Stadtteil der kreisfreien Universitätsstadt Ulm.

## Lage
Die Ansiedlung, die nur aus ein paar Wohnhäusern und Bauernhöfen besteht, liegt rund 4 Kilometer feldeinwärts nördlich des Stadtteils Böfingen nahe der Autobahn-Abfahrt Ulm-Ost an der A 8 bei Seligweiler und an der Überquerung der Autobahn durch die B 19 von Ulm nach Heidenheim.
Es besteht nur eine geteerte Zufahrt bis zur B 19. Innerhalb des Ortes findet man nur Feldwege vor. Der Weiler liegt etwa 400 Meter entfernt zur Landesgrenze zu Bayern und ist stark landwirtschaftlich geprägt.

## Beschreibung der Karstquelle
Am nördlichen Ende des Ortes liegt in einer sumpfigen Mulde die Karstquelle, nach der der Ort benannt ist, der Kesselbrunnen, die ganzjährig in geringer Menge von 1 l/s schüttet.
Diese Quelle hatte, da sie auf einer Hochebene liegt, bis 1896 besonders während Trockenzeiten eine hohe Bedeutung, weil sich das nächste ganzjährig schüttende Quellenfeld erst in der Stadt Langenau in einer Entfernung von etwa 9,5 km östlich von Kesselbronn befindet, das Quellgebiet der Nau, das sehr ergiebig Wasser freigesetzt. In etwa 35 km nordöstlicher Entfernung liegt der Brenztopf der Gemeinde Königsbronn bei Heidenheim. Die Quelle in Kesselbronn ist als Geotop ausgewiesen.
Da sich die Quelle innerhalb einer landwirtschaftlichen Nutzfläche befindet, ist sie je nach Bepflanzung schwer zugänglich und nur zu Fuß erreichbar.

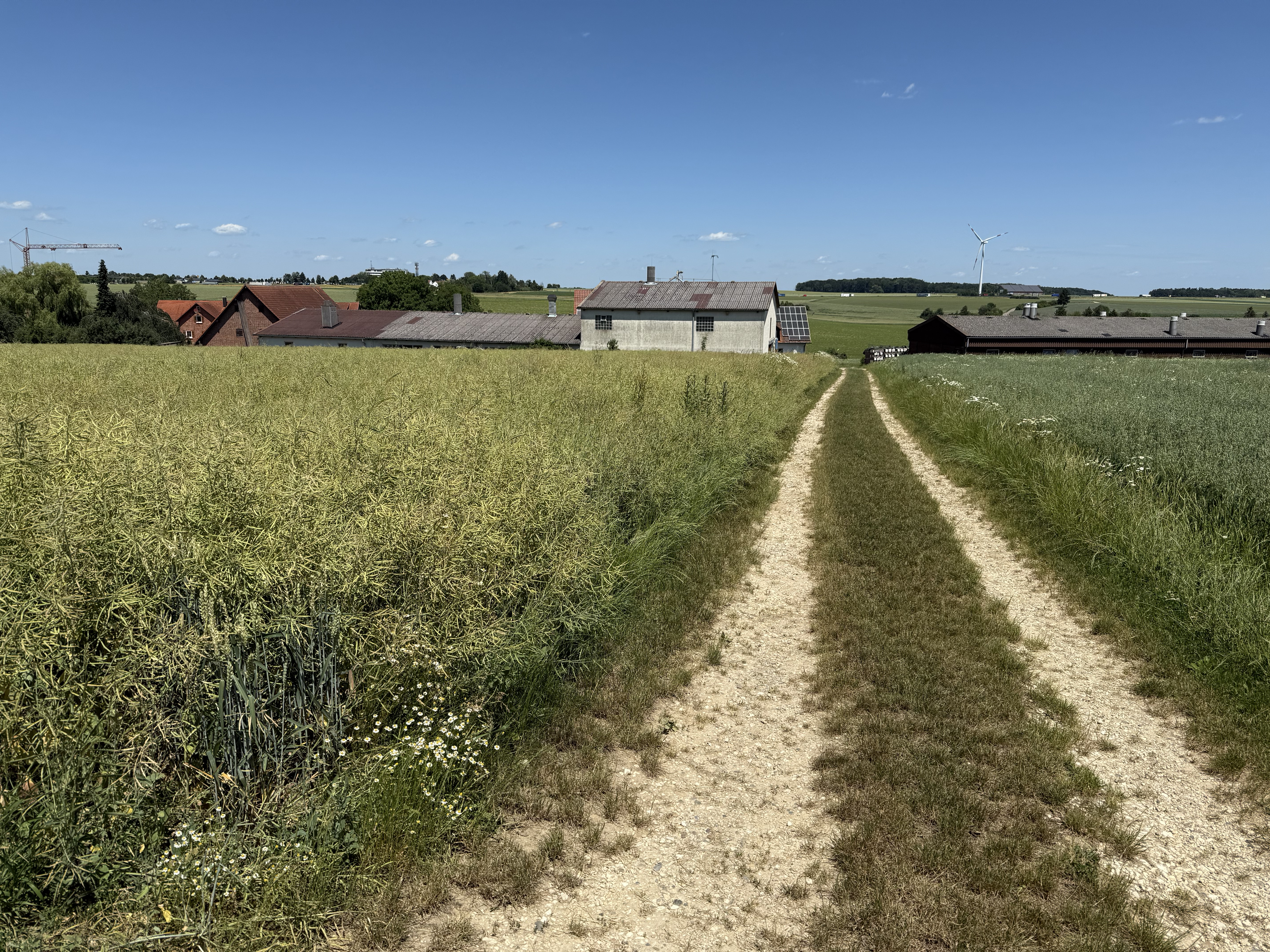
Kesselbronn von Böfingen her kommend, Fernansicht, im Juni 2025
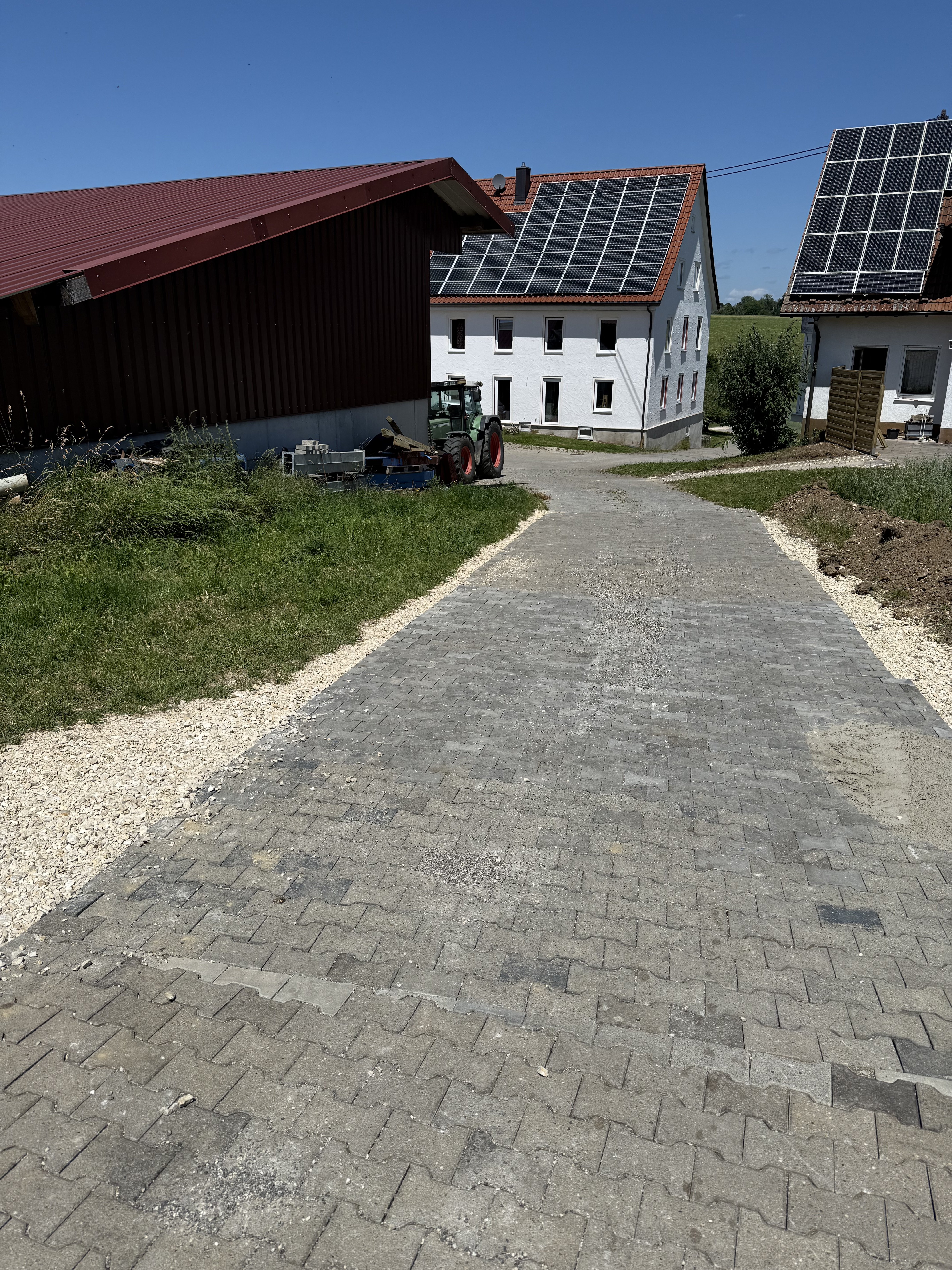
Kesselbronn Ortseingang vom südlich gelegenen Böfingen kommend, im Juni 2025
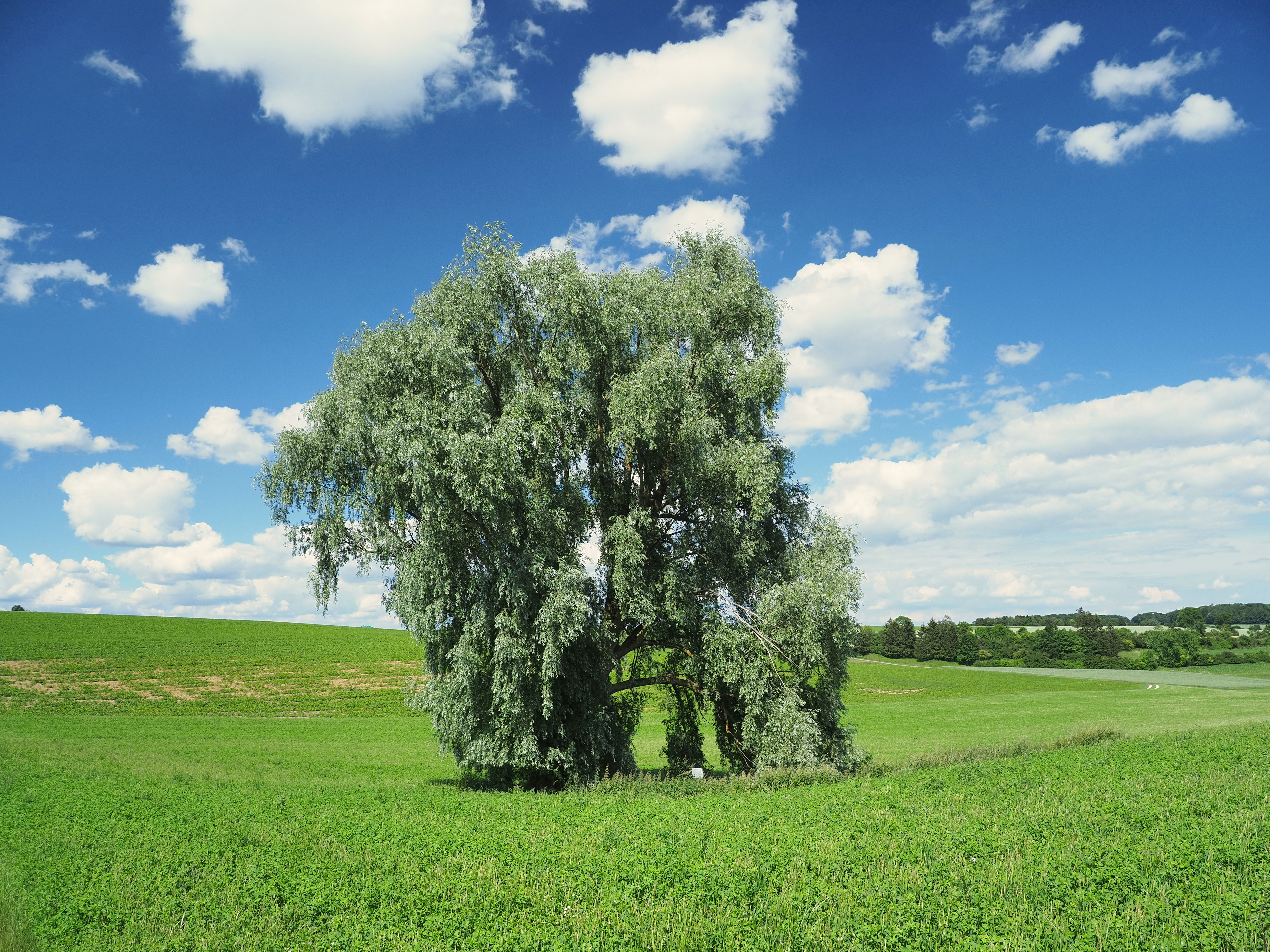
Die Quelle befindet sich unmittelbar unter der Silberlinde, Ansicht von Nordnordost.
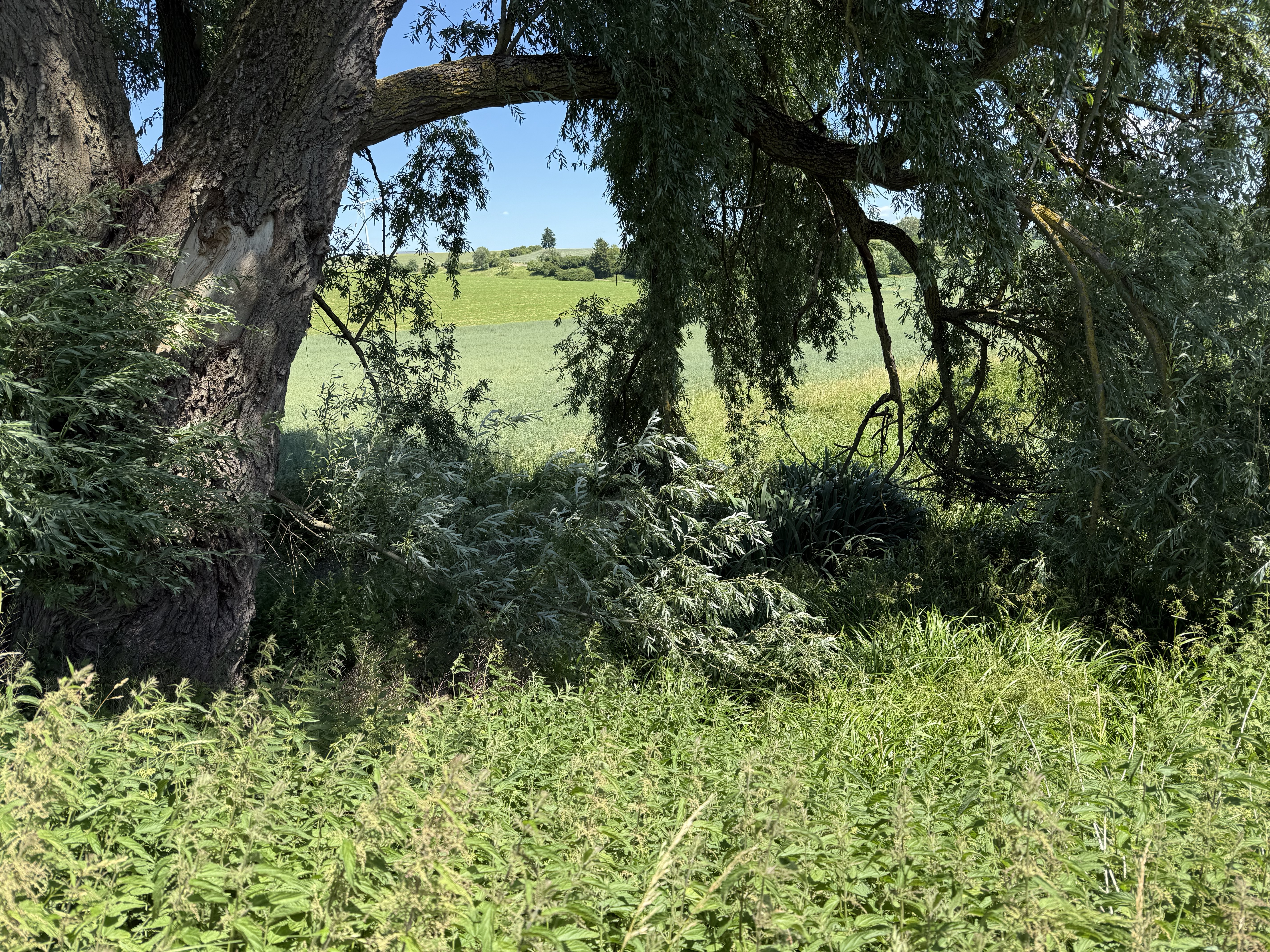
Kesselbronn, Ansicht von Westen, Juni 2025